# Netrocerocora coraxa
Netrocerocora coraxa är en fjärilsart som beskrevs av Rudolf Püngeler 1898. Netrocerocora coraxa ingår i släktet Netrocerocora och familjen nattflyn. Inga underarter finns listade i Catalogue of Life.